# Barrage du Ksob
Le barrage du Ksob est un barrage de type multivoûtes, situé sur oued Ksob, dans la wilaya de M'Sila en Algérie. Il est construit entre 1933 et 1939, d'une hauteur de 46 m et d'une capacité de 50 millions m3.

## Histoire
Le barrage du Ksob est construit par l'entreprise française THEG entre 1933 et 1939. Le barrage est mis en service en 1939.

## Description
Le barrage de Ksob est de type contreforts à voûtes multiples, il mesure 46 mètres de haut, 280 mètres de longueur de crête et retient un volume de 50 millions m3 d'eau.

## Capacités
D'une capacité de 50 millions de mètres cubes d'eau destinés à l'irrigation de 13 000 ha, le barrage ne permet, aujourd'hui, que l'irrigation du tiers de cette superficie en raison d'un état d'envasement avancé.
Ces dernières années ont eu lieu des lâchages d'alevins de carpe dans le but de raviver l'aquaculture et redonner vie à ce milieu aquatique.